# Renê Weber
Renê Carmo Kreutz Weber (Roque Gonzales, 16 de julho de 1961 – Rio de Janeiro, 16 de dezembro de 2020) foi um treinador e futebolista brasileiro que atuou como meio-campista.
De origem alemã, nasceu numa pequena localidade do Rio Grande do Sul. Como jogador, atuou em apenas quatro clubes numa curta carreira. Depois que pendurou as chuteiras, trabalhou como treinador e auxiliar técnico em diversas equipes.

## Carreira

### Como jogador
Como jogador profissional, atuou no Internacional, Fluminense e America-RJ. Internacionalmente, sua carreira também se deu em Portugal, onde ele vestiu a camisa do Vitória de Guimarães.
Atuando no Brasil, foi tricampeão carioca 1983, 1984 e 1985 e campeão brasileiro em 1984 pelo Fluminense. Pelo Tricolor das Laranjeiras, Renê atuou em 143 oportunidades, com 74 vitórias, 40 empates e 29 derrotas, marcando 15 gols.
Jogou dez partidas pela Seleção Olímpica do Brasil entre 1984 e 1986, com oito vitórias e dois empates, marcando um gol e conquistando a medalha de prata nos Jogos Olímpicos de 1984.

### Como treinador
Como treinador, começou no America-RJ em 2002, após a demissão de Carlos Alberto Torres no Torneio Rio-São Paulo.
Trabalhou na Seleção Brasileira Sub-20 em 2005, conquistando um terceiro lugar na Copa do Mundo FIFA Sub-20 daquele ano, realizada nos Países Baixos. Posteriormente foi apontado como um possível técnico da Seleção Nigeriana principal.
Após trabalhar nos Emirados Árabes, retornou ao Brasil em 2007 e teve uma rápida passagem pelo Criciúma, chegando a comandar a equipe em apenas três partidas na Série B. Por conta das três participações com derrota, o técnico foi demitido no dia 13 de setembro. Pouco mais de três meses depois, no dia 8 de dezembro, Renê assumiu o Vila Nova, recém-promovido de volta à Série B do Campeonato Brasileiro, visando a disputa do Campeonato Goiano de 2008 e uma tentativa de acesso à Série A do Campeonato Brasileiro.
No início de 2009, Renê foi contratado para comandar o Caxias. No entanto, após cinco rodadas no Campeonato Gaúcho e uma campanha não considerada suficiente para a direção do clube, ele foi demitido e substituído por Argel Fuchs.
Em parte de 2009, Weber foi auxiliar técnico de Paulo Autuori no Grêmio. Ele saiu do clube junto com o Autuori, que pediu demissão para assumir o Al-Rayyan, do Catar.
Assumiu o Figueirense no dia 22 de dezembro de 2009, chegando para comandar a equipe na temporada 2010.
Em 4 de março de 2010, Renê foi oficializado como treinador da Anapolina. No ano seguinte comandou o Al-Shabab, dos Emirados Árabes.
Em 2013, Weber retornou novamente a ser auxiliar técnico de Paulo Autuori, dessa vez no Vasco da Gama. No mesmo ano, tomou parte na comissão técnica do São Paulo, sob o comando de Autuori.
Para a temporada 2014, Renê Weber foi contratado para trabalhar novamente como auxiliar técnico de Paulo Autuori, desta vez no Atlético Mineiro.
Seu último trabalho como treinador principal foi no ano de 2015, quando assumiu o Nova Iguaçu em março. No entanto, após uma campanha ruim no Campeonato Carioca, com a equipe ocupando a lanterna, Renê acabou sendo demitido no dia 5 de abril. O técnico comandou o time em sete partidas, com uma vitória, três empates e três derrotas.
A partir de 2016, retornou ao São Paulo e assumiu a função de coordenador técnico.

## Morte
Renê Weber morreu no Rio de Janeiro em 16 de dezembro de 2020, aos 59 anos, vítima da COVID-19.

## Títulos

### Como jogador
Fluminense
- Campeonato Carioca: 1983, 1984 e 1985
- Campeonato Brasileiro: 1984

Vitória de Guimarães
- Supertaça Cândido de Oliveira: 1988

### Como auxiliar técnico
Botafogo
- Campeonato Brasileiro: 1995
- Campeonato da Capital: 1995

Cruzeiro
- Copa Libertadores da América: 1997